# Rumania en el Festival de la Canción de Eurovisión Junior

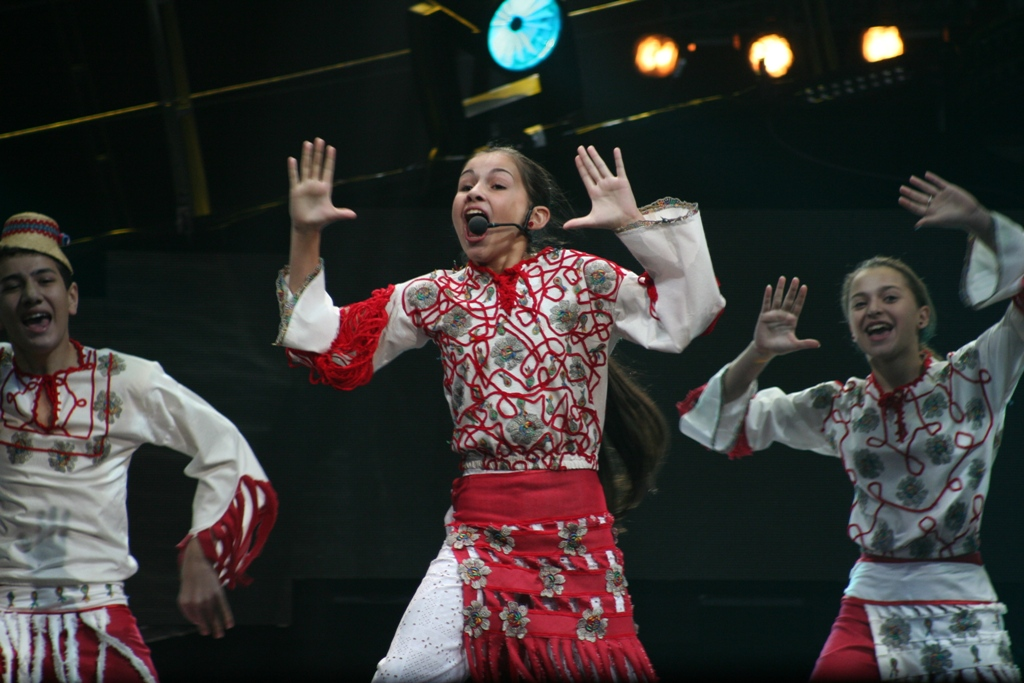
Alina Eremia en Hasselt (2005)

Rumania fue uno de los países fundadores que debutó en el I Festival de Eurovisión Junior en 2003.
Rumanía ha participado 7 veces en el festival, celebrándolo en 2006, en Bucarest.
Su puntuación media hasta su retiro es de 65,57 puntos.Participación
| 2003                           | Copenhague  | Andrei Mihai Cernea | «Tobele sunt viaţa mea» | 10 | 35  |
| 2004                           | Lillehammer | Noni Răzvan Ene     | «Iţi mulţumesc»         | 4  | 123 |
| 2005                           | Hasselt     | Alina Eremia        | «Ţurai»                 | 5  | 89  |
| 2006                           | Bucarest    | New Star Music      | «Povestea mea»          | 6  | 80  |
| 2007                           | Rótterdam   | 4Kids               | «Sha-la-la»             | 10 | 54  |
| 2008                           | Limassol    | Mădălina & Andrada  | «Salvaţi planeta!»      | 9  | 59  |
| 2009                           | Kiev        | Ioana Bianca Anuţa  | «Ai puterea în mâna ta» | 13 | 19  |
| No participó entre 2010 y 2024 |             |                     |                         |    |     |

## Festivales organizados en Rumanía
| Edición                                          | Ciudad sede | Localización     | Presentandores              |
| ------------------------------------------------ | ----------- | ---------------- | --------------------------- |
| Festival de la Canción de Eurovisión Junior 2006 | Bucarest    | Sala Polivalentă | Iovana Ivan y Andreea Marin |

## Votaciones
Rumanía ha dado más puntos a...
| N.º | País                | Pts |
| --- | ------------------- | --- |
| 1   | Bielorrusia         | 43  |
| 2   | España              | 40  |
| 3   | Macedonia del Norte | 32  |
| 4   | Ucrania             | 27  |
| 4   | Rusia               | 27  |
| 5   | Bélgica             | 23  |
| 6   | Armenia             | 21  |
| 7   | Reino Unido         | 20  |
| 8   | Croacia             | 19  |
| 9   | Malta               | 18  |
| 9   | Grecia              | 18  |
| 10  | Dinamarca           | 17  |
| 10  | Georgia             | 17  |

Rumanía ha recibido más puntos de...
| N.º | País                | Pts |
| --- | ------------------- | --- |
| 1   | Chipre              | 47  |
| 2   | España              | 42  |
| 3   | Macedonia del Norte | 36  |
| 4   | Grecia              | 33  |
| 5   | Bielorrusia         | 22  |
| 6   | Malta               | 19  |
| 6   | Suecia              | 19  |
| 6   | Bélgica             | 19  |
| 7   | Letonia             | 17  |
| 8   | Croacia             | 16  |
| 9   | Portugal            | 14  |
| 9   | Noruega             | 14  |
| 10  | Serbia              | 13  |

## Portavoces
| Año  | Portavoz       | 12 Puntos    |
| ---- | -------------- | ------------ |
| 2009 | Iulia Ciobanu  | Países Bajos |
| 2008 | Iulia Ciobanu  | Ucrania      |
| 2007 | Iulia Ciobanu  | Armenia      |
| 2006 | Andrea Nastase | Rusia        |
| 2005 | Beatrice Soare | España       |
| 2004 | Emy            | España       |
| 2003 | Desconocido    | Croacia      |

- Datos: Q647049
- Multimedia: Romania in the Junior Eurovision Song Contest / Q647049